# Kodama Gentarō
Kodama Gentarō est un nom japonais traditionnel ; le nom de famille (ou le nom d'école), Kodama, précède donc le prénom (ou le nom d'artiste).
Kodama Gentarō, 1er vicomte Kodama (児玉 源太郎), né le 16 mars 1852 à Tokuyama dans la province de Suō au Japon et décédé d'une hémorragie cérébrale à l'âge de 54 ans le 23 juillet 1906 à Tokyo, est un général de l'armée impériale japonaise et un ministre du gouvernement de Meiji qui aida à créer une armée japonaise moderne.

## Biographie
Né à Tokuyama dans la province de Suō (actuel Shūnan, préfecture de Yamaguchi) en 1852, Kodama est issu d'une famille samouraï loyale au domaine de Chōshū. Il commença sa carrière militaire pendant la guerre de Boshin en combattant les forces du shogunat Tokugawa. Devenu soldat dans la nouvelle armée impériale japonaise, il participa à la répression de la rébellion de Satsuma. Il entra plus tard à la Osaka Heigakuryo (大阪兵学寮）(école militaire d'Osaka) et devint gradé en 1881
Kodama fut ensuite nommé à la direction de l'académie militaire du Japon où il travailla avec le général allemand Jacob Meckel pour réorganiser l'armée japonaise selon le modèle prussien.
Kodama fut ensuite envoyé en Allemagne pour étudier la science militaire en tant qu'attaché militaire. À son retour au Japon en 1892, il devint vice-ministre de la Guerre.
Après avoir servi dans la guerre sino-japonaise (1894-1895), Kodama occupa le poste de  gouverneur général de Taïwan de 1898 à 1906. Durant cette fonction, il améliora les infrastructures de l'île et les conditions de vie des habitants. Ayant prouvé qu'il était un excellent administrateur, Kodama devint alors ministre de la Guerre dans le gouvernement d'Itō Hirobumi, conservant ce poste et assurant aussi ceux de ministre des Affaires intérieures et de l'Éducation au sein du gouvernement suivant de Katsura Tarō.
En 1904, Kodama fut promu général de corps d'armée. Cependant, le maréchal Ōyama Iwao lui demanda de devenir chef d'état-major de l'armée de Mandchourie pendant la guerre russo-japonaise. En termes de rang, c'était une rétrogradation mais il accepta tout de même la proposition, un sacrifice qui lui apporta un soutien public. Pendant la guerre, il guida toute la stratégie tout comme le général Kawakami Sōroku l'avait fait pendant la guerre sino-japonaise (1894-1895) dix ans auparavant. Plus tard dans la guerre, il fut nommé chef de l'état-major de l'armée impériale japonaise mais mourut peu de temps après.
Kodama avait rapidement monté les rangs de la noblesse passant de danshaku (baron) à shishaku (vicomte) sous le  système de pairie kazoku et sa mort d'une hémorragie cérébrale en 1906 fut vue comme une catastrophe nationale. L'empereur Meiji lui remit à titre posthume l'ordre du Milan d'or (1re classe) et il reçut plus tard l'honneur ultime d'être élevé au rang de kami shinto. Des sanctuaires en son honneur existent toujours dans sa ville de résidence de Shūnan dans la préfecture de Yamaguchi et à l'emplacement de sa maison de campagne sur l'île d'Enoshima.